# Lambert fühlt sich bedroht
Pour plus de détails, voir Fiche technique et Distribution.
Lambert fühlt sich bedroht (en français, Lambert se sent menacé) est un film autrichien réalisé par Géza von Cziffra sorti en 1949.

## Synopsis
M. Lambert est un homme âgé étrange et quelque peu curieux qui vit dans une maison isolée et quelque peu enchantée sur une île isolée. Depuis quelque temps maintenant, il est obsédé par la croyance que quelqu'un veut le tuer. Le futur meurtrier serait un ancien ami d'enfance. Lambert demande à la police une protection, on lui envoie l'inspecteur intelligent Roland. L'agent fumeur de pipe suit attentivement les traces dans la maison dans le brouillard, mais se rend vite compte que tout ce que dit M. Lambert n'est pas vrai. Toutes sortes d'incidents étranges se produisent bientôt dans la maison de Lambert : D'abord son coffre-fort est cambriolé, puis le vieux médecin de famille est retrouvé abattu. Quand il y a un autre cadavre, Roland soupçonne qu'il est manifestement induit en erreur par Lambert. Parce que l'ami d'enfance prétendument menaçant est lui-même, et Lambert a depuis longtemps acquis une nouvelle identité pour la police.

## Fiche technique
- Titre original : Lambert fühlt sich bedroht
- Réalisation : Géza von Cziffra assisté de Ladislaus von Ronay
- Scénario : Géza von Cziffra
- Musique : Hans Elin
- Direction artistique : Fritz Jüptner-Jonstorff
- Photographie : Ludwig Berger
- Son : Otto Untersalmberger
- Montage : Henny Brünsch
- Production : Géza von Cziffra
- Sociétés de production : Cziffra-Film
- Pays d'origine :  Autriche
- Langue : allemand
- Format : Noir et blanc - 1,37:1 - Mono - 35 mm
- Genre : Policier
- Durée : 87 minutes
- Dates de sortie :
  -  Autriche : 4 mars 1949.
  -  Allemagne : 28 septembre 1951.

## Distribution
- Leopold Rudolf : M. Lambert
- Curd Jürgens : le commissaire criminel Roland
- Hannelore Schroth : Maria l'infirmière
- Hermann Erhardt (de) : Billert
- Paul Kemp (de) : Bobby
- Julius Brandt : Le médecin de famille

## Tournage
Le tournage de Lambert fühlt sich bedroht commence le 1er mai 1948 et se termine en août de la même année. Le film est tourné à Pörtschach am Wörthersee, au Ossiacher See et dans le studio de Vienne Schönbrunn.